# Iväg
Iväg är en sjö i Bengtsfors kommun i Dalsland och ingår i Göta älvs huvudavrinningsområde. Sjön är 22,5 meter djup, har en yta på 11,4 kvadratkilometer och befinner sig 101,1 meter över havet. Sjön avvattnas via Stenebyälven till Laxsjön i Upperudsälven.
Namnet kan komma av ett gammalt ord för idegran.

## Delavrinningsområde
Iväg ingår i delavrinningsområde (653573-129108) som SMHI kallar för Utloppet av Iväg. Medelhöjden är 142 meter över havet och ytan är 53,53 kvadratkilometer. Räknas de 19 avrinningsområdena uppströms in blir den ackumulerade arean 240,47 kvadratkilometer. Stenebyälven (Grorudsälven) som avvattnar avrinningsområdet har biflödesordning 3, vilket innebär att vattnet flödar genom totalt 3 vattendrag innan det når havet efter 199 kilometer. Avrinningsområdet består mestadels av skog (57 procent) och jordbruk (10 procent). Avrinningsområdet har 11,85 kvadratkilometer vattenytor vilket ger det en sjöprocent på 22,1 procent.